# Rue de la Reine-Blanche
La rue de la Reine-Blanche est une voie située dans le quartier de la Salpêtrière du 13e arrondissement de Paris.

## Situation et accès
La rue de la Reine-Blanche est desservie par la ligne 7 à la station Les Gobelins.

## Origine du nom
Cette rue doit son nom à l'hôtel de la Reine-Blanche qui s'y trouvait avant qu'un incendie y fasse périr le 28 janvier 1393 des membres de la cour lors du célèbre Bal des ardents et que Charles VI, qui réchappa par chance au sinistre, en décide la destruction immédiate et l'ouverture de la rue. Le château de la Reine-Blanche fut reconstruit vers 1480 de l'autre côté de l'avenue des Gobelins entre les actuelles rues Berbier-du-Mets, Gustave-Geffroy et des Gobelins.

## Historique
Cette rue ouverte en 1393 est citée sous le nom de « rue de la Royne blanche » dans un manuscrit de 1636.

## Bâtiments remarquables et lieux de mémoire
- Au no 16 se trouvait la maison où vécut Jacques-Henri Bernardin de Saint-Pierre lorsqu'il écrivit son célèbre roman Paul et Virginie en 1786 et La Chaumière indienne en 1790[2]. Il continua d'habiter ce lieu lorsqu'il fut nommé intendant du jardin des plantes de Paris de 1792 à 1793.

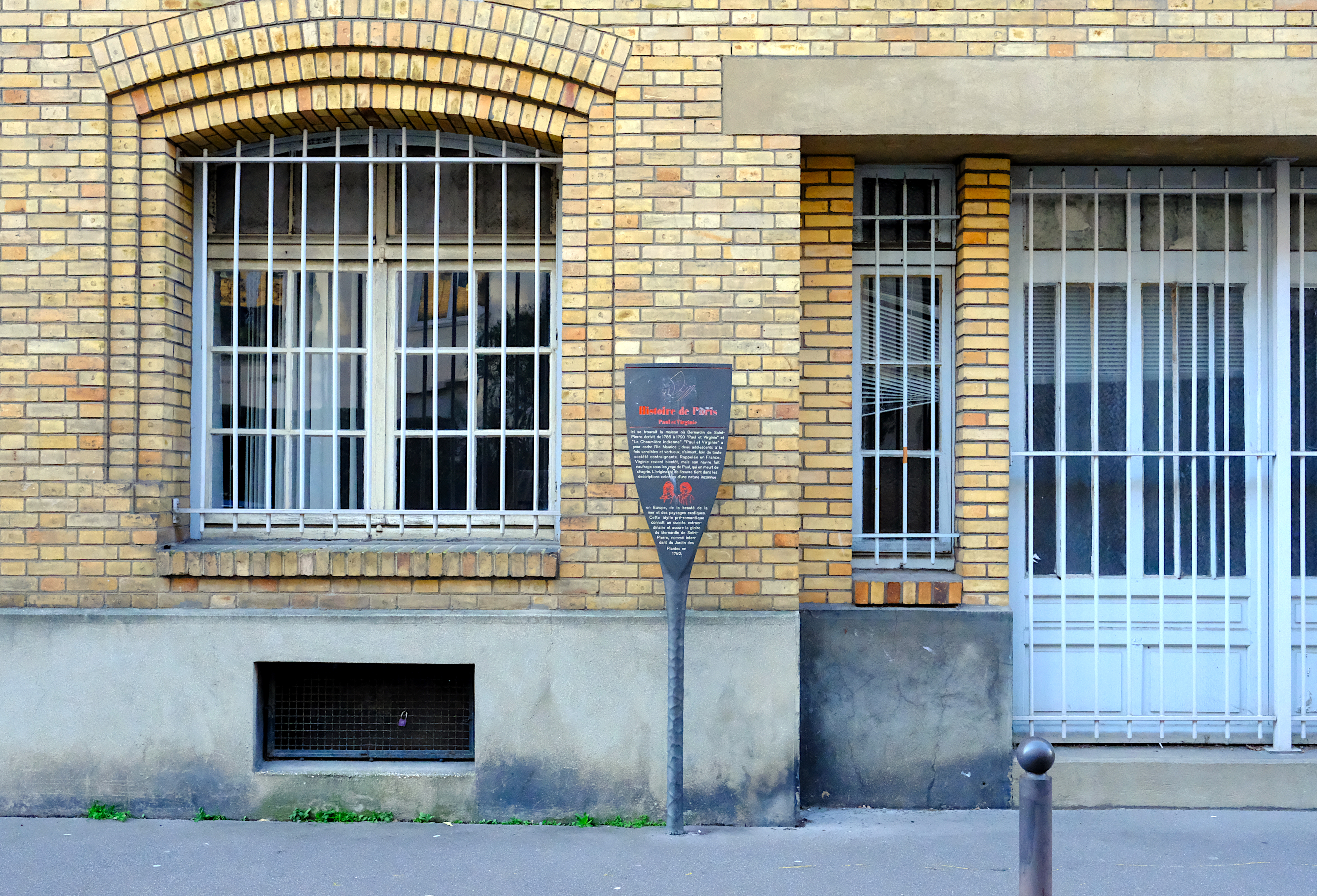
Panneau Histoire de Paris "Paul et Virginie".